# Tiangong 1

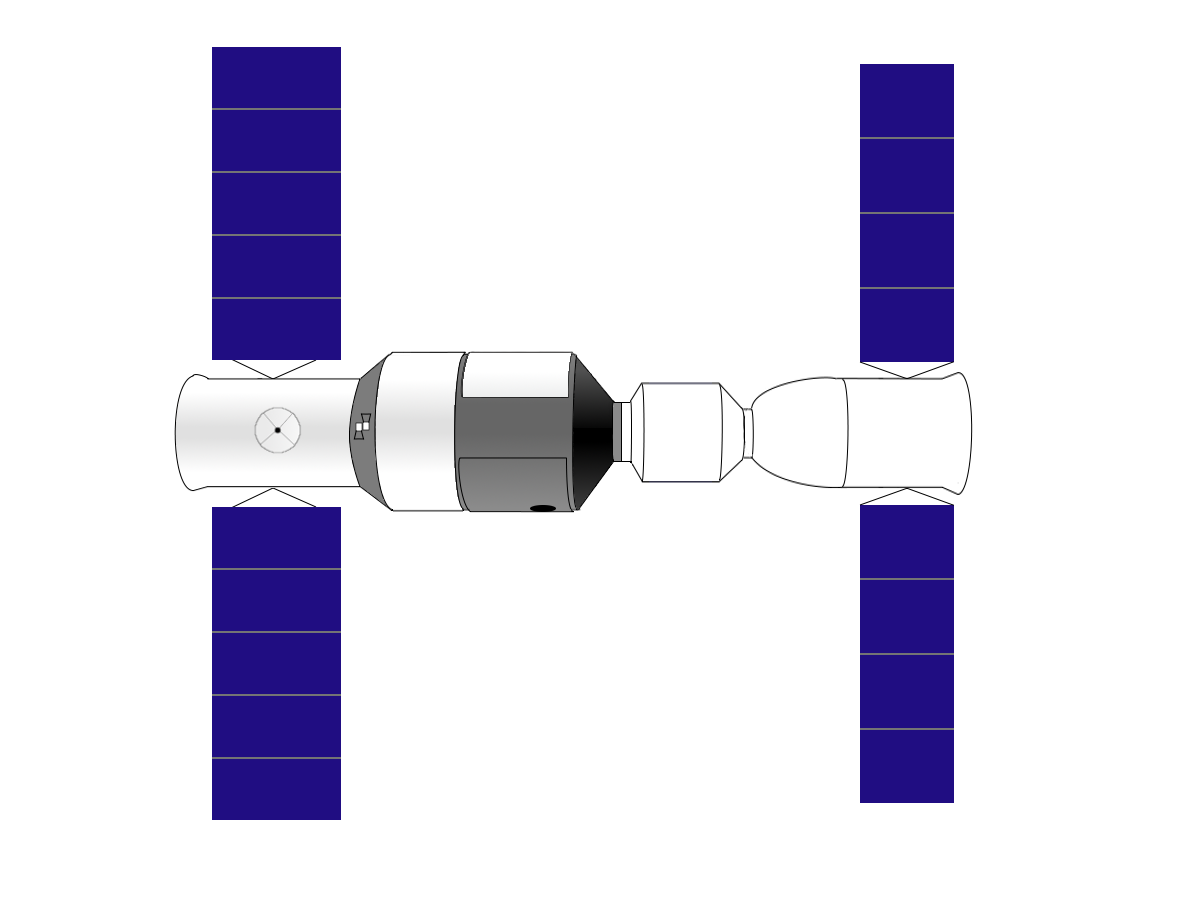
Schemat – moduł Tiangong 1 z przycumowanym statkiem Shenzhou (z prawej)

Tiangong 1 (chiń. 天宫一号, Pałac Niebiański nr 1) – chiński statek kosmiczny (moduł orbitalny) umieszczony na orbicie w ramach programu Tiangong, określany przez chińskie media jako pierwsza chińska stacja kosmiczna. Oficjalna prezentacja Tiangong 1 odbyła się w styczniu 2009 r. Umieszczenie modułu Tiangong 1 na orbicie nastąpiło 29 września 2011.

## Charakterystyka
Jest to niewielki statek kosmiczny o masie 8,5 ton. Składa się z dwóch modułów:
1. orbitalnego (załogowego) z węzłem cumowniczym,
2. serwisowego, z silnikami i bateriami słonecznymi.

Nie posiada kapsuły powrotnej – załoga jest do niego dostarczana i zabierana statkiem typu Shenzhou.
Parametry techniczne stacji Tiangong 1:
- Załoga: 2 lub 3 osoby
- Długość: 10,4 m
- Średnica: 3,35 m
- Pojemność hermetyzowana: 15 m³
- Masa: 8,5 t
- Liczba portów cumowniczych: 1

## Przebieg misji
Pozbawiony załogi Tiangong 1 został wyniesiony na orbitę za pomocą chińskiej rakiety nośnej CZ-2F/T (chiń. Długi Marsz) – modyfikacji rakiety CZ-2F, która wynosi na orbitę załogowe statki Shenzhou, o udźwigu zwiększonym do ok. 11,2 t na niską orbitę okołoziemską (ang. LEO). Wyniesienie Tiangong 1 było pierwszym startem tej wersji rakiety. Umieszczenie statku w kosmosie nastąpiło 29 września 2011 r. o godzinie 13:16 UTC z kosmodromu Jiuquan.
2 października 2011 Tiangong 1 ukończył drugi manewr orbitalny i znalazł się na docelowej orbicie o wysokości 350–370 km i nachyleniu 42-43°. Okres używalności statku Tiangong to 2–3 lata.
2 listopada 2011 przycumował do niego bezzałogowy statek Shenzhou 8. Po 12 dniach Shenzhou 8 wykonał procedurę odłączenia i ponownego cumowania do stacji, by po dwóch dniach (16 listopada) odłączyć się i ostatecznie zostać zdeorbitowanym 17 listopada.

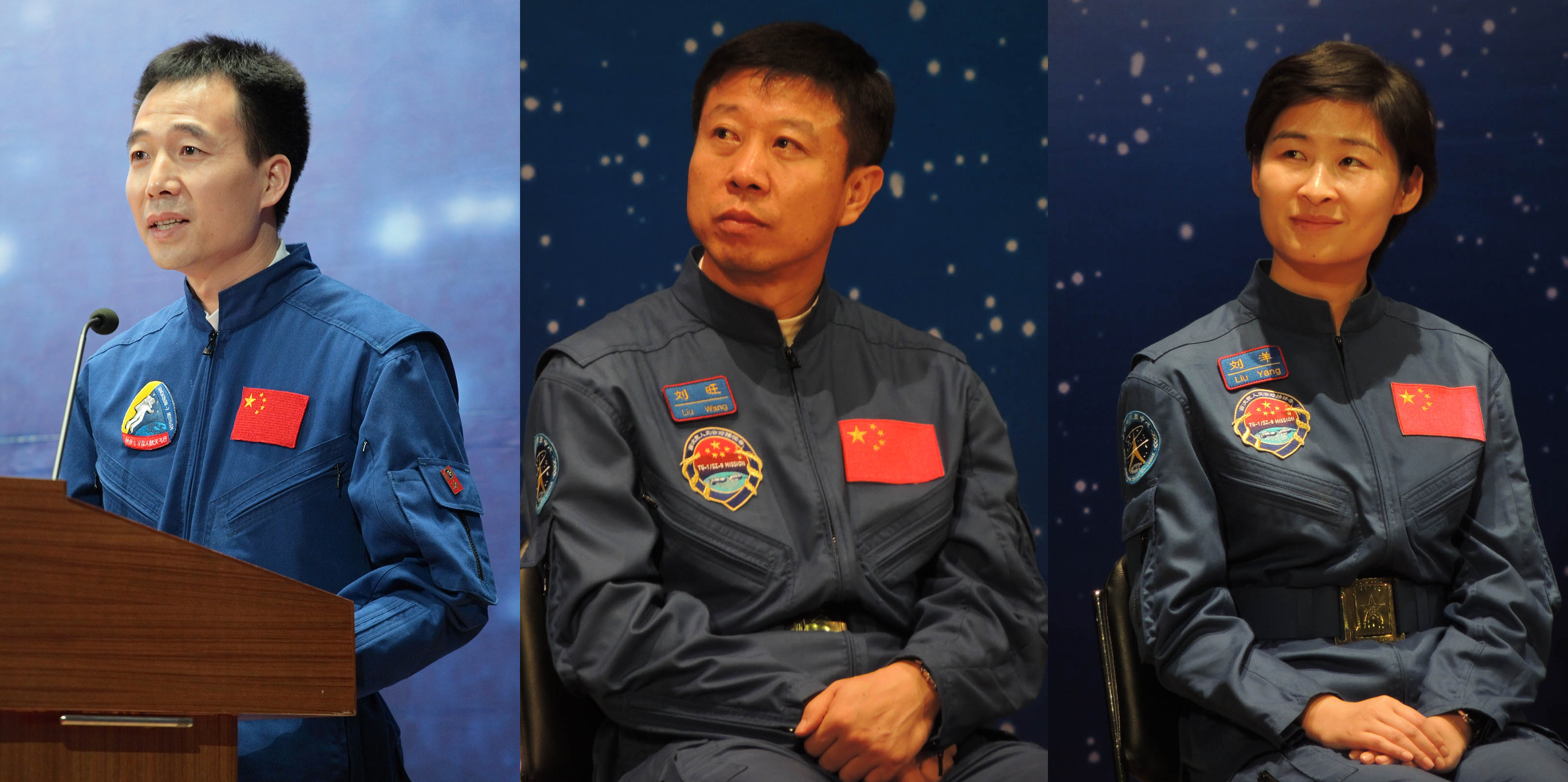
Troje członków załogi Shenzhou 9.
Od lewej: Jing Haipeng (dowódca), Liu Wang i Liu Yang, pierwsza chińska kosmonautka.

Siedem miesięcy później, 18 czerwca 2012 r., do modułu orbitalnego zacumował pojazd załogowy Shenzhou 9 z trojgiem tajkonautów i nastąpiło pierwsze wejście załogi na pokład Tiangong-1. Astronauci przebywali na stacji do 28 czerwca.
13 czerwca 2013 – do modułu zacumował statek Shenzhou 10 z ponownie trzyosobową załogą i połączył się automatycznie ze stacją. 23 czerwca nastąpiło odłączenie się obu statków, a następnie przeprowadzono ręczne cumowanie. Następnego dnia z przebywającą na stacji załogą połączył się sekretarz generalny Komunistycznej Partii Chin i Przewodniczący Chińskiej Republiki Ludowej Xi Jinping. Ostatecznie Shenzhou 10 odcumował od modułu 25 czerwca tego samego roku. Według zapowiedzi Pekinu Shenzhou 10 miał być ostatnią misją do Tiangong 1, a sam moduł miał zostać zdeorbitowany w roku 2013. Pozostał jednak na orbicie przez następne lata. 21 marca 2016 roku Chińska Narodowa Agencja Kosmiczna ogłosiła ostateczny koniec misji; wyłączono transfer danych telemetrycznych ze stacji a sam moduł miał zostać zdeorbitowany. Po 1630 dniach misji zakończono transmisję danych z laboratorium.
Pozbawiona napędu i niekontrolowana stacja powinna samoczynnie wyhamować wskutek tarcia rozrzedzonych gazów i początkowo deorbitację przewidywano na koniec 2017 roku. W kolejnych miesiącach od wyłączenia Tiangong 1 opadał w tempie ok. 4 km na miesiąc, nieco wolniej od wczesnych założeń. Tempo opadania przyspieszyło w sierpniu 2017 roku i w pierwszej połowie października 2017 r. perygeum spadło poniżej 300 km n.p.m. Na początku listopada perygeum już wynosiło 290 km, a apogeum 316 km. Koniec deorbitacji przewidywany był pomiędzy 1 kwietnia a 2 kwietnia 2018 r.
Stacja spłonęła w atmosferze 2 kwietnia 2018 roku o godzinie 0:16 UTC nad Pacyfikiem.